# Bisdom London
Het bisdom London (Latijn: Dioecesis Londonensis) is een rooms-katholiek bisdom met als zetel London, in Canada. Het bisdom is suffragaan aan het aartsbisdom Toronto. 

## Geschiedenis
Het bisdom werd opgericht op 21 february 1855, als het bisdom London, uit delen van het bisdom Toronto, en was suffragaan aan het aartsbisdom Quebec. Op 2 februari 1859 werd de zetel verplaats naar Sandwich en veranderde het van naam naar bisdom Sandwich. Op 15 november 1869 veranderde het terug naar bisdom London. Op 18 maart 1870 veranderde het van kerkprovincie en werd het suffragaan aan het nieuw verheven aartsbisdom Toronto.

## Parochies
Het bisdom had in 2021 een oppervlakte van 21.349 km2 en telde 2.310.900 inwoners waarvan 38,3% rooms-katholiek was.

## Bisschoppen
- Pierre-Adophe Pinsoneault (29 februari 1856 - 4 oktober 1866)
- John Walsh (4 juni 1867 - 13 augustus 1889)
- Denis T. O’Connor (18 juli 1890 - 7 januari 1899)
- Fergus Patrick McEvay (27 mei 1899 - 13 april 1908)
- Michael Francis Fallon (18 december 1909 - 22 februari 1931)
- John Thomas Kidd (3 juli 1931 - 2 juni 1950)
- John Christopher Cody (2 juni 1950 - 5 december 1963; coadjutor sinds 6 april 1946)
- Gerald Emmett Carter (17 februari 1964 - 27 april 1978; hulpbisschop sinds 1 december 1961)
  - Frederick Bernard Henry (hulpbisschop: 18 april 1986 - 24 maart 1995)
- John Michael Sherlock (7 juli 1978 - 27 april 2002; hulpbisschop sinds 25 juni 1974)
  - Marcel André Joseph Gervais (hulpbisschop: 19 april 1980 - 3 mei 1985)
  - Richard John Grecco (hulpbisschop: 5 december 1997 - 27 april 2002)
- Ronald Peter Fabbro (27 april 2002 - heden)
  - Robert Anthony Daniels (hulpbisschop: 21 september 2004 - 1 maart 2011)
  - Józef Andrzej Dąbrowski (hulpbisschop: 31 januari 2015 - 2 april 2023)

## Galerij van afbeeldingen

Wapen van het bisdom London
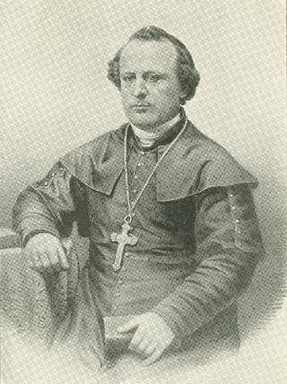
Bisschop Pierre-Adolphe Pinsonnault
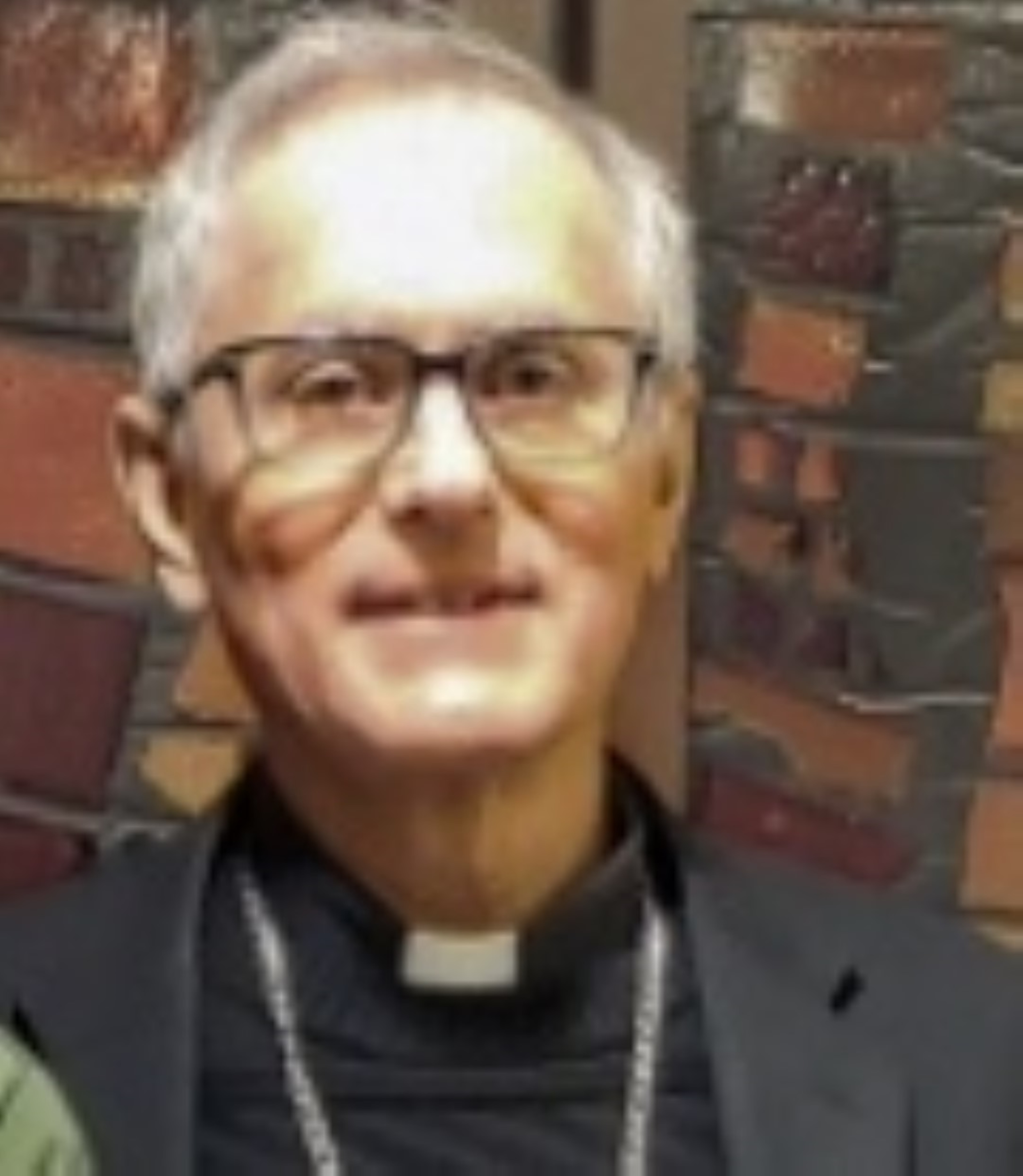
Bisschop Ronald Peter Fabbro

Toronto (aartsbisdom) · Hamilton · London · Saint Catharines · Thunder Bay